# Königsberger Stadtmusikanten
Die Königsberger Stadtmusikanten waren Musiker in Königsberg i. Pr.
Als Schloßmusikanten wurden sie 1390 erstmals erwähnt. 1413 bildeten sie eine Zunft der Spielleute. Ab 1650 hießen sie Stadtmusikanten. Sie wohnten in den Stadttoren und spielten bei Privatfesten auf. Ab 1796 wurden die Choräle vom Schlossturm „mit Zinken und Posaunen“ geblasen. Am Heiligabend zogen seit fast 300 Jahren die Stadtmusikanten bei fast jedem Wetter mit Trompeten und Posaunen durch alle Straßen und bliesen den Choral Vom Himmel hoch, da komm ich her.